# كولونيي (أين)
كُلُنج أو (نقحرة: كولونيي) (بالفرنسية: Collonges)‏ هي بلدية فرنسية تقع في إقليم الأين في فرنسا. رمز إنسي لها هو:1109. أما الرمز البريدي لها فهو: 1550.